# Katherine Sebov
Katherine Sebov (født 5. februar 1999 i Toronto, Canada) er en professionel kvindelig tennisspiller fra Canada.